# Thomas Tuchel
Thomas Tuchel (Krumbach, 29 de agosto de 1973) é um treinador e ex-futebolista alemão que atuava como zagueiro. Atualmente comanda a Seleção Inglesa.

## Carreira como futebolista
Tuchel iniciou sua carreira nas categorias de base do clube local, o TSV Krumbach como defensor.[carece de fontes?] Em seguida, ainda passaria mais quatro temporadas nas categorias de base do FC Augsburg. Sua oportunidade de estrear profissionalmente aconteceu quando se transferiu para o Stuttgarter Kickers. Em sua primeira temporada, disputaria apenas oito partidas e, na segunda, seria "rebaixado" para a equipe reserva. Após isso, deixaria o clube se transferindo para o Ulm 1846, que disputava divisões mais inferiores do futebol alemão. Em quatro temporadas, disputou 69 partidas, marcando três gols, tendo se aposentado após uma grave lesão, quando tinha apenas 25 anos.

## Carreira como treinador

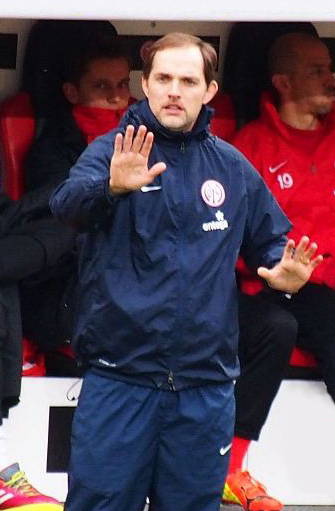
Tuchel em seu último ano como treinador do Mainz 05, em 2014

Primeiramente, Tuchel fora treinador da equipe sub-15 do VfB Stuttgart durante quatro temporadas. Ainda passaria mais uma como assistente na equipe sub-19 (conquistando seu primeiro título nacional), quando aceitou uma proposta para se tornar o novo Coordenador das Categorias de Base do Augsburg. Na função, permaneceria durante alguns meses, tendo o clube terminado como campeão nacional do campeonato Sub-17, e tendo ainda assumido o comando da equipe Sub-19 durante alguns partidas. Após uma temporada fora do clube, retornou para treinar dessa vez as Categorias de Base Sub-23 do clube durante uma temporada.

### Mainz 05
Rumaria em seguida para o Mainz 05, onde assumiu durante uma temporada a equipe Sub-19 do clube, tendo conquistado o título nacional. Após ela, foi convidado para se tornar o treinador da equipe principal, tendo aceitado, firmando um contrato de duas temporadas.[carece de fontes?] Em sua primeira temporada no comando da equipe principal, terminaria na nona posição na tabela. Na temporada seguinte, impressionaria todos quando no início da Bundesliga, venceu todas suas seis primeiras partidas, batendo inclusive o atual campeão Bayern München. Ao fim da temporada 2013–14, em maio, deixou o clube apesar de ainda restar mais uma temporada de contrato.

### Borussia Dortmund
Em 19 de abril de 2015 o Borussia Dortmund anunciou Tuchel como treinador do clube a partir de julho, com contrato por três temporadas. No dia 30 de maio de 2017, o Borussia Dortmund anunciou a saída do treinador do comando da equipa.

### Paris Saint-Germain
Em 14 de maio de 2018, assinou por duas temporadas com o Paris Saint-Germain. Com o PSG, Tuchel conseguiu chegar pela primeira vez, na história do PSG na final da Liga dos Campeões da UEFA, na temporada 2019–20. Acabou sendo vice-campeão para o Bayern de Munique.
Mesmo após boa campanha, no dia 29 de dezembro de 2020 o clube francês optou por rescindir o seu contrato.

### Chelsea
Em 26 de janeiro de 2021, pouco menos de um mês da sua demissão, Tuchel foi anunciado pelo Chelsea, até o fim da temporada 2021–22. Sagrou-se campeão da Liga dos Campeões da UEFA após bater o Manchester City por 1-0.
Durante o clássico londrino entre Chelsea e Tottenham pela Premier League o clima esquentou entre as comissões técnicas, após o empate do Tottenham em 1 a 1, a comemoração de Antonio Conte quase gerou uma briga com Thomas Tuchel técnico dos blues.
| “ | Eu percebi que quando apertamos nossas mãos ele olhou nos meus olhos, e ele tinha uma opinião diferente. Não era necessário, mas muitas coisas não eram necessárias. | ” |

A saída do alemão veio em seu centésimo jogo pelo blues, depois da derrota frente ao Dínamo Zagreb na primeira jornada da Liga dos Campeões (0-1) 06/09/22, demitido no dia 07/09/22. Na Premier League  o Chelsea é 6.º com duas derrotas em seis jogos.

### Bayern de Munique
Em 24 de março de 2023, Tuchel foi anunciado como treinador principal do Bayern de Munique em um contrato de dois anos, substituindo seu ex-jogador Julian Nagelsmann, que foi demitido. Tuchel foi apresentado em uma coletiva de imprensa do clube no dia seguinte, onde ele disse:
| “ | "o elenco reunido (aqui) é um dos mais talentosos e melhores da Europa. Estamos aqui para ganhar todos os títulos" | ” |

O primeiro jogo de Tuchel no comando foi uma vitória em casa por 4 a 2 contra seu antigo clube, o Borussia Dortmund, em 1º de abril. Em seu segundo jogo, o Bayern foi eliminado nas quartas de final da Copa da Alemanha de 2022–23, em 4 de abril, após perder por 2 a 1 em casa para o Freiburg. O Bayern também foi eliminado nas quartas de final da Liga dos Campeões da UEFA de 2022–23 no final daquele mês, perdendo por 4 a 1 para o Manchester City no placar agregado. 
Na última rodada da Bundesliga de 2022–23, o Dortmund empatou em casa por 2 a 2 com o Mainz 05, enquanto o Bayern venceu fora de casa por 2 a 1 o Köln, graças ao gol de Jamal Musiala no final: esses resultados garantiram o 11º título consecutivo da Bundesliga para o Bayern e o terceiro título da liga de Tuchel em sua carreira.
No começo da temporada 2023–24, o Bayern perdeu por 3 a 0 para o RB Leipzig na Supercopa da Alemanha de 2023 em 12 de agosto, mas começou bem a temporada da Bundesliga de 2023–24 (que incluiu uma derrota nas primeiras dezesseis partidas), embora tenha sido eliminado da Copa da Alemanha de 2023–24 em uma surpres contra o Saarbrücken. O time também liderou seu grupo da Liga dos Campeões da UEFA de 2023–24. No entanto, derrotas consecutivas na liga para o Bayer Leverkusen e o Bochum em fevereiro de 2024 os deixaram oito pontos atrás do Leverkusen na 22ª rodada. O Bayern foi derrotado por 1 a 0 pela Lazio na primeira partida das oitavas de final da Liga dos Campeões em 14 de fevereiro, apesar de ter contratado reforços no meio da temporada, como Eric Dier por empréstimo e Sacha Boey por €30 milhões. Esta derrota marcou a décima de Tuchel em seus 43 jogos, o que foi o mesmo número de derrotas que Nagelsmann acumulou em seus primeiros 84 jogos. Uma semana depois, foi anunciado que Tuchel sairia mutuamente no final da temporada 2023–24 como parte de um "realinhamento esportivo".

### Seleção Inglesa
Em 16 de outubro de 2024, Tuchel foi anunciado como treinador da Inglaterra, a partir de 1º de janeiro de 2025; Tuchel assinou um contrato de 18 meses, até a Copa do Mundo FIFA de 2026. Tuchel é o primeiro técnico alemão e o terceiro estrangeiro da Inglaterra, depois de Sven-Goran Eriksson e Fabio Capello. Falando sobre sua chegada, Tuchel declarou:
| “ | "Há muito tempo sinto uma conexão pessoal com o jogo na (Inglaterra) e ter a chance de representar (a seleção nacional) é um grande privilégio" | ” |

## Estatísticas
Atualizado até 22 de julho de 2025.
| Clube               | Jogos | Vitórias | Empates | Derrotas | Aproveitamento |
| ------------------- | ----- | -------- | ------- | -------- | -------------- |
| Mainz 05            | 183   | 72       | 45      | 66       | 47,53%         |
| Borussia Dortmund   | 107   | 69       | 20      | 18       | 70,72%         |
| Paris Saint-Germain | 121   | 96       | 11      | 20       | 82,37%         |
| Chelsea             | 99    | 62       | 19      | 18       | 69,02%         |
| Bayern de Munique   | 61    | 37       | 8       | 16       | 65,03%         |
| Seleção Inglesa     | 4     | 3        | 0       | 1        | 75,00%         |

## Títulos
Borussia Dortmund
- Copa da Alemanha: 2016–17

Paris Saint-Germain
- Supercopa da França: 2018 e 2019
- Ligue 1: 2018–19 e 2019–20
- Copa da França: 2019–20
- Copa da Liga Francesa: 2019–20

Chelsea
- Liga dos Campeões da UEFA: 2020–21
- Supercopa da UEFA: 2021
- Copa do Mundo de Clubes da FIFA: 2021

Bayern de Munique
- Bundesliga: 2022–23

### Prêmios Individuais
- Melhor Treinador da Bundesliga: 2015–16
- Melhor Treinador da Ligue 1: 2019–20
- Treinador do Mês da Premier League: Março de 2021 e Outubro de 2021
- Treinador Alemão do Ano: 2021
- Treinador do Ano da UEFA: 2020–21
- Melhor Treinador do Mundo da FIFA: 2021[27]